# Outarde nubienne
Neotis nuba
Espèce
Statut de conservation UICN

 NT  : Quasi menacé
Statut CITES
L'Outarde nubienne (Neotis nuba) est une espèce d'oiseau appartenant à la famille des Otididae.
Cet oiseau vit au Sahel.